# Savannah (Tennessee)
Savannah – miasto w Stanach Zjednoczonych, w stanie Tennessee, siedziba administracyjna hrabstwa Hardin.